# Charistica caeligena
Charistica caeligena är en fjärilsart som beskrevs av Edward Meyrick 1922. Charistica caeligena ingår i släktet Charistica och familjen stävmalar. Inga underarter finns listade i Catalogue of Life.